# Antoine Adams
Antoine Adams (né le 31 août 1988 à Basseterre) est un athlète de Saint-Christophe-et-Niévès spécialiste du 100 et du 200 mètres.

## Carrière
En battant le record de son pays à Daegu 2011 en demi-finale du 4 × 100 m, il remporte, une première absolue pour cette nation insulaire, la médaille de bronze en finale du relais 4 × 100 avec son célèbre compatriote Kim Collins, médaillé en individuel.
En janvier 2012, lors du meeting de Bordeaux, il termine 3e du 60 m en 6 s 72 derrière le nigérian Ogho-Oghene Egwero et Ronald Pognon.
Avec ses coéquipiers, Lestrod Roland, Jason Rogers et Brijesh Lawrence, il bat le record national du 4 × 100 m en 38 s 41 lors des Jeux olympiques de Londres.
Lors des Championnats d'Amérique centrale et des Caraïbes d'athlétisme 2013, il remporte le 200 m en 20 s 13, record national.
Le 5 août 2016, il est le porte-drapeau de Saint-Kitts lors de la cérémonie d'ouverture des Jeux olympiques de 2016 à Rio.

## Palmarès
| Date | Compétition                                      | Lieu        | Résultat | Épreuve   | Temps         |
| ---- | ------------------------------------------------ | ----------- | -------- | --------- | ------------- |
| 2011 | Championnats d'Am. centrale et des Caraïbes      | Mayagüez    | 3e       | 4 × 100 m |               |
| 2011 | Championnats du monde                            | Daegu       | 3e       | 4 × 100 m | 38 s 47       |
| 2011 | Jeux panaméricains                               | Guadalajara | 2e       | 4 × 100 m |               |
| 2013 | Championnats d'Amérique centrale et des Caraïbes | Morelia     | 1er      | 200 m     | 20 s 13       |
| 2014 | Relais mondiaux de l'IAAF                        | Nassau      | 2e       | 4 × 200 m | 1 min 20 s 51 |
| 2014 | Jeux d'Amérique centrale et des Caraïbes         | Veracruz    | 4e       | 4 × 400 m | 39 s 35       |
| 2015 | Relais mondiaux de l'IAAF                        | Nassau      | 6e       | 4 × 100 m | 38 s 85       |
| 2015 | Relais mondiaux de l'IAAF                        | Nassau      | 6e       | 4 × 200 m | 1 min 22 s 92 |
| 2015 | Jeux panaméricains                               | Toronto     | 3e       | 100 m     | 10 s 09       |
| 2015 | Championnats NACAC                               | San José    | 3e       | 200 m     | 20 s 47       |
| 2015 | Championnats NACAC                               | San José    | 6e       | 4 x 100 m | 39 s 20       |

### Records
| Épreuve | Performance         | Lieu       | Date         |
| ------- | ------------------- | ---------- | ------------ |
| 100 m   | 10 s 01 (+ 2,0 m/s) | Basseterre | 16 juin 2013 |
| 200 m   | 20 s 08             | Basseterre | 22 juin 2014 |